# Planá (Boêmia do Sul)
Planá é uma comuna checa localizada na região da Boêmia do Sul, distrito de České Budějovice.